# Давид Силва
Давѝд Хосѐ Химѐнес Сѝлва (на испански: David Josué Jiménez Silva) е бивш испански футболист, играл като полузащитник.

## Състезателна кариера
Състезателната му кариера започва във Валенсия, но дебютът си при професионалистите прави в Сегунда Дивисион с екипа на Ейбар като преотстъпен. Със скромния отбор записва 35 мача, в които отбелязва 5 гола. През следващия сезон, той отново е преотстъпен. Този път в отбора от Примера Дивисион - Селта Виго, където записва 31 мача и 4 гола, с което допринася за класирането на галисийския клуб направо за втория кръг от турнира за Купата на УЕФА. На 21 юни 2007 Силва подписва седемгодишен договор с Валенсия, който му осигурява по-нататъшно мястото като един от водещите и перспективни играчи на клуба. В следващите два сезона се утвърждава като несменяем титуляр, като пропуска едва 6 мача и отбелязва 9 гола. Първият му гол в елита е на 5 ноември 2006 година за равенството с 1:1 срещу Еспаньол. През 2010 г. Силва преминава в Манчестър Сити за 24 млн.

## Национален отбор
Давид Силва дебютира за националния отбор заедно със Сеск Фабрегас през 2003 г. на Световното първенство за юноши до 17 г. във Финландия, на което отбелязва 3 гола.
През 2006 г. става част от Испанския младежки национален отбор до 21 г., а през 2005 г. на Световното първенство за младежи до 21 г. отбелязва 4 гола, което го нарежда на 4-то място в крайното класиране при голмайсторите на шампионата заедно с италианеца Грациано Пеле. Първото си участие при мъжете записва на 15 септември 2006 г. в приятелски мач срещу Румъния при победата с 1:0. С добрите си игри впечатлява старши треньора Луис Арагонес и той започва редовно да го кани в представителния тим.
На 22 август 2007 в Солун, Силва вкара първите си 2 гола за Испания, при победата с 3:2 срещу Гърция, и става един от 23-мата в отбора на Испания за Евро 2008. На самото първенство записва участие във всички срещи.
В полуфиналния мач срещу Русия, Силва вкарва третия гол за Испания след бърза контра-атака и асистенция на Сеск Фабрегас. Във финалния мач срещу Германия Силва е замесен в инцидент с Лукас Подолски. При едно единоборство за топката фаулира немския футболист. Следват размяна на реплики и опит за саморазправа. В опита си да защитят своите съотборници, капитаните на двата отбора Икер Касиляс и Михаел Балак получават жълти картони. Малко след това, испанския треньор Луис Арагонес заменя Силва със Санти Касорла.

## Отличия
Валенсия
- Купа на Краля – 2007-08

 Манчестър Сити
- Висша лига (2012, 2014, 2018)
- ФА Къп (2011)

 Испания
- Световно първенство
  - Шампион – 2010
- Европейско първенство
  - Шампион – 2008, 2012
- Световно първенство за юноши до 17 г.
  - Вицешампион – 2003
- Европейско първенство за юноши до 19 г.
  - Шампион – 2004
- Европейско първенство за юноши до 17 г.
  - Вицешампион – 2003